# Czeriepanowo
Czeriepanowo (ros. Черепа́ново) – miasto w obwodzie nowosybirskim w Rosji, oddalone ok. 109 km na południowy wschód od Nowosybirska. Liczba ludności wynosiła ok. 20,2 tys. w 2005 r.
Czeriepanowo zostało założone w roku 1912 podczas budowy linii kolejowej z Nowosybirska do Barnaułu. Stację w Czeriepanowie otworzono w roku 1915. Miejscowość otrzymała prawa miejskie w roku 1925.